# Irimie Catargiu
Irimie Catargiu (n.21 mai 1935 în satul Capu Codrului, Suceava - d.?) a fost un demnitar comunist, cu pregătire profesională în domeniul minelor.  Irimie Catargiu a fost membru de partid din 1957, deputat în Marea Adunare Națională în perioada 19 februarie 1989 - 22 decembrie 1989 și membru al Comitetului Central al Partidului Comunist Român în perioada 1979-1989. 

## Activitate profesională
- 1964-1970: Mina Leșu Ursului,jud. Suceava: inginer, Inginer Șef
- 1970-1974: Combinatul Minier Suceava: Director Tehnic
- 1974-1984: Combinatul Minier Suceava: Director General
- 1984-1988: Ministerul Minelor, Petrolului și Geologiei: Ministru Adjunct cu probleme de investiții
- 1988-3 ian. 1990: Ministrul Minelor
- ian. 1990-iulie 1990: Ministerul Minelor: Director Tehnic
- iulie 1990-iulie 1991: Director General al societății mixte româno-chiliene “COEMIN”
- aug. 1991-iun. 1993: Ministerul Economiei: Director în Departamentul Minelor
- iun. 1993-sept. 1997: Director Tehnic în Regia Națională a Sării
- din 1997, Șef de departament Parteneriat, intern și social, din cadrul ARACO:
- îndeplinește secretariatul Comisiei bipartite de negociere și încheiere a Contractului Colectiv al ramurii construcții (anual)
- a redactat documentația prin care ARACO a dobândit statutul confederativ de patronat reprezentativ la nivel național;
- participă la dialogul social cu sindicatele și în cadrul MMSSF, Ministerului Educației și Cercetării și Ministerului Sănătății Publice
- a reprezentat ARACO la diverse acțiuni pe linia dezvoltării dialogului social autonom în țară și în țările în curs de aderare
- a reprezentat ARACO în definitivarea statutului, organizarea Adunării Generale Constituante a Reprezentanților Patronali și Sindicali din 14 iulie 1998, de înființare a Casei Sociale a Constructorilor
- s-a ocupat de adaptarea Statutului Casei Sociale a Constructorilor la recomandările Adunării Generale Constituante din iulie 1998
- membru al Consiliului de Administrație al Casei Sociale a Constructorilor din partea patronală din 1998

## Activitate politică
La căderea regimului comunist din 1989, Irimie Catargiu era ministrul minelor, membru al Comitetului Central al Partidului Comunist Român. 